# Saut à la perche masculin aux championnats du monde d'athlétisme en salle 2010
Navigation
Valence 2008 Istanbul 2012
Le concours du saut à la perche masculin des championnats du monde d'athlétisme en salle de 2010 s'est déroulé les 12 et 13 mars de la même année, à l'Aspire Dome de Doha, au Qatar, remporté par l'Australien Steven Hooker.

## Résultats

### Légende
du tableau de résultats suivant.
- Hauteurs de sauts atteintes (en mètres) :
  - o : dès le 1er essai
  - xo : au 2e essai
  - xxo : au 3e essai
- 3 X : hauteur non atteinte, au terme de 3 essais au maximum

Records et Performances
- AR : Record continental (area record)
- CR : Record des championnats (championship record)
- MR : Record du meeting (meet record)
- NR : Record national (national record)
- OR : Record olympique (olympic record)
- PR : Record paralympique (paralympic record)
- PB : Record personnel (personal best)
- SB : Meilleure performance personnelle de la saison (season's best)
- WL : Meilleure performance mondiale de l'année (world leader)
- WJR : Record du monde junior (world junior record)
- WR : Record du monde (world record)

Circonstances et Conditions
- DNF : N'a pas terminé (did not finish)
- DNS : N'a pas pris le départ (did not start)
- DQ : Disqualification (disqualification)
- NM : Aucun essai valable enregistré (No Mark)
- Q : Qualifié « directement » au prochain tour (ou à la prochaine compétition), lors d'une compétition majeure, grâce au classement ou à la réalisation des minima (automatic qualifier)
- q : Qualifié au prochain tour (ou à la prochaine compétition), lors d'une compétition majeure, grâce au repêchage ou à la réalisation de l'une des meilleures performances parmi celles des « non qualifiés directement » (grâce au meilleur temps ou à la meilleure distance par exemple) (secondary qualifier)

### Finale
La finale débute à 16 heures 15, le vendredi 12 mars. La veille, à 9 heures 15 du matin, eut lieu le concours de qualification, auquel 18 perchistes prirent part. L'accession au concours final était conditionné par le passage d'une barre à 5,70 mètres (à défaut, les  huit premiers sont qualifiés : dans le cas présent, le Polonais et le Britannique furent huitièmes ex æquo, d'où les neuf finalistes). Détenteur depuis juin 2009 du record de France (6,02 mètres), Renaud Lavillenie échoue à se qualifier, n'ayant passé que 5,45 mètres.
| Rang               | Athlète                | Pays        | 5,45 | 5,55 | 5,65 | 5,70 | 5,75 | 5,80 | 5,85 | 6,01 | 6,16 | Marque | Notes  |
| ------------------ | ---------------------- | ----------- | ---- | ---- | ---- | ---- | ---- | ---- | ---- | ---- | ---- | ------ | ------ |
| Médaille d'or      | Steven Hooker          | Australie   | –    | –    | –    | o    | –    | o    | –    | xxo  | 3x   | 6,01   | CR, WL |
| Médaille d'argent  | Malte Mohr             | Allemagne   | –    | o    | –    | xo   | –    | –    | 3x   |      |      | 5,70   |        |
| Médaille de bronze | Alexander Straub       | Allemagne   | o    | –    | o    | 3x   |      |      |      |      |      | 5,65   |        |
| 4                  | Derek Miles            | États-Unis  | o    | –    | xxo  | 3x   |      |      |      |      |      | 5,65   |        |
| 5                  | Konstadinos Filippidis | Grèce       | o    | o    | xxo  | 3x   |      |      |      |      |      | 5,65   |        |
| 6                  | Michal Balner          | Tchéquie    | o    | –    | 3x   |      |      |      |      |      |      | 5,45   |        |
| 6                  | Dmitry Starodubtsev    | Russie      | o    | –    | 3x   |      |      |      |      |      |      | 5,45   |        |
| 6                  | Steven Lewis           | Royaume-Uni | o    | –    | 3x   |      |      |      |      |      |      | 5,45   |        |
| 9                  | Łukasz Michalski       | Pologne     | xo   | –    | 3x   |      |      |      |      |      |      | 5,45   |        |